# Episodi de Il maresciallo Rocca (seconda stagione)
La seconda stagione de Il maresciallo Rocca, trasmessa con il titolo Il maresciallo Rocca 2, è costituita da quattro episodi ed è stata trasmessa in prima visione dal 22 marzo al 30 marzo 1998 su Rai 1.
| Episodio nº | Titolo                | Prima TV Italia | Telespettatori | Share  | Fonte       |
| ----------- | --------------------- | --------------- | -------------- | ------ | ----------- |
| 1           | Un maledetto incastro | 22 marzo 1998   | 10 002 000     | 36,22% | [ 2 ] [ 3 ] |
| 2           | Senza perché          | 23 marzo 1998   | 12 051 000     | 41,99% | [ 2 ] [ 4 ] |
| 3           | Un delitto diverso    | 29 marzo 1998   | 10 471 000     | 38,96% | [ 2 ] [ 5 ] |
| 4           | Enigma finale         | 30 marzo 1998   | 12 520 000     | 43,22% | [ 2 ] [ 5 ] |
| Media       | Media                 | Media           | 11 261 000     | 40,09% |             |

## Un maledetto incastro
- Diretto da: Giorgio Capitani
- Scritto da: Laura Toscano, Franco Marotta

### Trama
Enrico, l'ex marito di Margherita, trova il corpo della sua giovane amante Manuela e, convinto che sia stata uccisa, fugge spaventato. La ragazza in realtà è viva e lo sta ingannando: è chiaro che è implicato in qualcosa di losco. Durante la fuga l'uomo raggira Giacomo, costandogli in seguito il posto di benzinaio e chiede un incontro a Margherita proprio alla vigilia del matrimonio tra quest'ultima e Rocca. I due si incontrano in un motel e dopo una violenta lite la donna scappa. La mattina dopo, però, Enrico viene trovato morto nella stanza che aveva preso in affitto, dove i carabinieri rinvengono un frammento del vestito di Margherita, che diventa così la principale sospettata. Il matrimonio viene così rinviato, e Margherita viene accusata formalmente del delitto, dopodiché viene persino arrestata. Convinto della sua innocenza, Rocca indaga, scoprendo infine che i veri assassini sono i complici di un furto compiuto insieme alla vittima in una chiesa, qualche giorno prima. Infatti Enrico, scoperto il presunto cadavere di Manuela, voleva dire la verità ai carabinieri, così il suo complice Martino, ragazzo con problemi psichici che aveva fatto il chirichetto nella chiesa, glielo aveva impedito uccidendolo, e uccide anche l'altra complice, la stessa Manuela, che stava per fuggire. Nonostante Margherita sia stata scagionata e scarcerata, il capitano Aloisi impone a Rocca di rimandare il matrimonio finché l'opinione pubblica non avrà dimenticato definitivamente la vicenda.
- Altri interpreti: Massimo Bellinzoni (Martino Freni), Silvia De Santis (Manuela Fargo), Adriana Innocenti (Rosaria Tanzi), Carlo Molfese (Canetta), Adelaide Aste (la signorina Frontoni), Enzo Marino Bellanich (Gavino Gedda), Rodolfo Bigotti (Santini), Gianni Williams (Enrico Rizzo)
- Ascolti Italia: telespettatori 10 002 000[2] - share

## Senza perché
- Diretto da: Giorgio Capitani
- Scritto da: Laura Toscano, Franco Marotta, George Eastman

### Trama
Alberto Molfetta, un senzatetto amico di Rocca, ex cantante, viene trovato morto carbonizzato. Rocca indaga su quella morte senza motivo. Il titolare di una concessionaria di motociclette si accusa del reato per coprire il figlio, credendolo colpevole in quanto viene ritrovato uno stemma della sua moto, ma Rocca non crede alla colpevolezza dell'uomo. Il giovane perde tragicamente la vita insieme alla fidanzata a seguito di un incidente d'auto durante un inseguimento da parte dei carabinieri e il suo tentativo di fuga viene etichettato come una confessione del suo coinvolgimento nel rogo. Grazie all'esame fatto su un accendino rinvenuto sul luogo del delitto, Rocca risale al proprietario del fuoristrada passato per lo spiazzo dove lo sfortunato Molfetta è stato ucciso proprio nella tragica notte: un medico che si trovava lì con un'infermiera. I due amanti avevano assistito all'aggressione terminata con il terribile incendio, da parte di tre individui in moto, ma avevano taciuto per non rivelare la loro relazione clandestina, e la donna però rivela un particolare notato sul casco di uno dei tre che permette al maresciallo di scoprire i veri colpevoli: sono tre amici dei due ragazzi morti, tra cui il fratello della ragazza che, sotto l'effetto di droghe, erano andati lì per spaventare il barbone. Arrestati gli assassini, Rocca esaudisce l'ultimo desiderio di Molfetta: organizza un concerto con la voce dell'amico e gli altoparlanti in piazza.
- Altri interpreti: Alessandra Acciai (Caterina Spago), Franco Interlenghi (Alberto Molfetta), Franco Castellano (Saverio Amadei), Osvaldo Ruggieri (Guglielmo Carretti), Filippo Nigro (Angelo Fazzi), Lorenza Guerrieri (Carla Carretti), Nicola Farron (Alberto Rigoli), Fabrizio Cerusico (Ludovico Sensi), Marzia Aquilani (Silvia Rigoli), Sebastiano Colla (Matteo Carretti)
- Ascolti Italia: telespettatori 12 041 000 - share 41,99%[6]

## Un delitto diverso
- Diretto da: Giorgio Capitani
- Scritto da: Laura Toscano, Franco Marotta, George Eastman

### Trama
Un travestito viene trovato morto nella piscina di un centro benessere. Inizialmente si pensa ad un infarto, ma Rocca sospetta un omicidio e rinuncia al viaggio di nozze con Margherita per indagare, scoprendo che l'uomo è stato effettivamente ucciso. Le indagini porteranno a scoprire che i colpevoli sono la moglie e il figlio di un insospettabile cardiologo che aveva una relazione omosessuale con la vittima, che tra l'altro aveva chiamato l'amante per dargli appuntamento alle terme perché aveva bisogno di soldi per far curare la madre, ma la moglie del cardiologo aveva intercettato la telefonata, così lei e il figlio lo hanno anticipato facendo credere che fosse stato un infarto.
- Altri interpreti: Carla Cassola (Anna Ghezzi), Nino Fuscagni (il direttore del circolo di golf), Vittorio Sindoni (il commissario Alfieri), Ivan Venini (Stefano Casagrande detto Doris), Luigi Diberti (Mario Ghezzi), Adelaide Aste (la signorina Frontoni), Anna Orso (la signora Serpieri), Sergio Sivori (Renato Carosi)
- Ascolti Italia: telespettatori 10 471 000[2] - share

## Enigma finale
- Diretto da: Giorgio Capitani
- Scritto da: Laura Toscano, Franco Marotta

### Trama
Una ragazza, Rosa Bastiani, madre di un bambino di pochi mesi, viene trovata morta, accoltellata in un parco. L'assassino le ha infilato in fondo alla gola un biglietto: il foglio contiene un rebus che, in un secondo momento, si scoprirà rivelare il nome della vittima successiva. I carabinieri lo capiscono troppo tardi, quando Roberta, una delle sorelle del carabiniere Banti, viene a sua volta uccisa. Le indagini portano a sospettare di un bidello della scuola frequentata da Daniela, anche perché un secondo rebus induce a credere che nel mirino del misterioso malvivente ci sia una compagna di scuola della prima vittima.
L'enigma è stato tuttavia mal decifrato, ed è Daniela ad essere finita nei piani dell'omicida. Le indagini di Banti, accecato dal dolore e dalla rabbia, portano a individuare nel professor Aleppi il colpevole. Questi è il preside della scuola, dove attira Daniela in piena notte con una scusa, dopodiché la sequestra e la conduce nella palestra. A questo punto irrompe il maresciallo, che verrà salvato appena in tempo, insieme alla figlia, dai colpi di pistola che Banti esploderà abbattendo l'assassino.
Si scoprirà, alla fine, che Aleppi aveva fatto tutto ciò per vendicarsi di sua madre, poiché lui, da bambino, era sempre stato picchiato dal padre, nell'indifferenza di sua madre, al contrario di sua sorella, che il padre aveva sempre considerato la figlia prediletta. Ma ciò che è stato determinante nel comportamento di Aleppi è l'aver scoperto che la sua ex moglie, prima di sposarlo e di lasciarlo per un altro uomo, era stata una prostituta all'età di 18 anni, così come lo era stata anche sua madre, sempre a 18 anni. Dopo che la madre, una volta in età avanzata, era completamente uscita di senno, in quanto tormentata da ossessioni religiose per l'apocalisse e il giudizio finale, ciò ha portato Aleppi a impazzire a sua volta, e a credere che le ragazze di 18 anni fossero tutte prostitute. Quindi, a causa dei traumi subiti da bambino, Aleppi sfogava sulle sue giovani vittime la rabbia e la frustrazione che provava verso sua madre e sua moglie per il fatto che da giovani si erano prostituite. Allo stesso tempo, Aleppi mirava a far ricadere la colpa dei suoi delitti su sua madre, in modo da farla rinchiudere a vita in un istituto psichiatrico, e sul bidello Sansovino, che lavorava nel suo istituto. Aleppi intendeva infatti approfittare di un precedente episodio di molestie del Sansovino ai danni della prima vittima, Rosa Bastiani, che allora frequentava la scuola di cui lo stesso Aleppi era preside. La Bastiani, in seguito a quell'episodio, era stata espulsa dalla scuola dallo stesso Aleppi, che aveva punito ingiustamente lei al posto del Sansovino. Aleppi intendeva perciò fare del bidello un capro espiatorio, in modo che apparisse come complice della madre. Per far cadere in trappola le sue vittime, Aleppi pubblicava su un giornale un annuncio con una falsa offerta di lavoro, dopodiché, una volta contattato per telefono dalle malcapitate, dava loro un appuntamento in luoghi appartati per poi ucciderle.
Rocca e la moglie Margherita ottengono l'affidamento del piccolo Tommy, figlio di Rosa Bastiani. Intanto Giacomo annuncia la maternità della fidanzata: Rocca sta per diventare nonno.
- Altri interpreti: Daniela Igliozzi (Marta Aleppi), Vittorio Sindoni (il commissario Alfieri), Edoardo Leo (Piero Cambi), Zoe Incrocci (la signora Aleppi), Luciano Donda (Igino Spada), Nicola Di Pinto (il professor Lorenzo Aleppi), Gabriella Barbuti (Rosa Bastiani), Ambrogio Colombo (Sansovino), Paola Pessot (Roberta Banti), Eleonora D'Urso (Angela)
- Ascolti Italia: telespettatori 12 520 000[2] - share